# Jean-Claude Cundier
Jean-Claude Cundier est un peintre et graveur français, né à Aix-en-Provence en 1650 et mort dans la même ville en 1718.
Il est le fils du graveur Louis Cundier (1615-1681) et de Madeleine Maretz. 

## Biographie
Il devient l'élève de Laurent Fauchier en 1664. En 1673, il grave sept planches à sujet religieux pour un bréviaire arménien publié à Marseille. Puis il poursuit sa formation à Rome, où on le signale en 1675 inscrit à l'Académie de Saint-Luc.
Il est de retour à Aix-en-Provence en 1682 et se marie en 1685.
En 1690, il est recteur puis professeur du « corps académique des peintres et sculpteurs d'Aix ». Il en devient syndic en 1710, puis trésorier en 1713.
Il fait plusieurs tableaux admirés. Dans le couvent des religieuses de la Visitation à Aix se trouve un tableau représentant une Descente de Croix qui est une copie de celle peinte par Daniel Ricciarelli se trouvant à Rome.

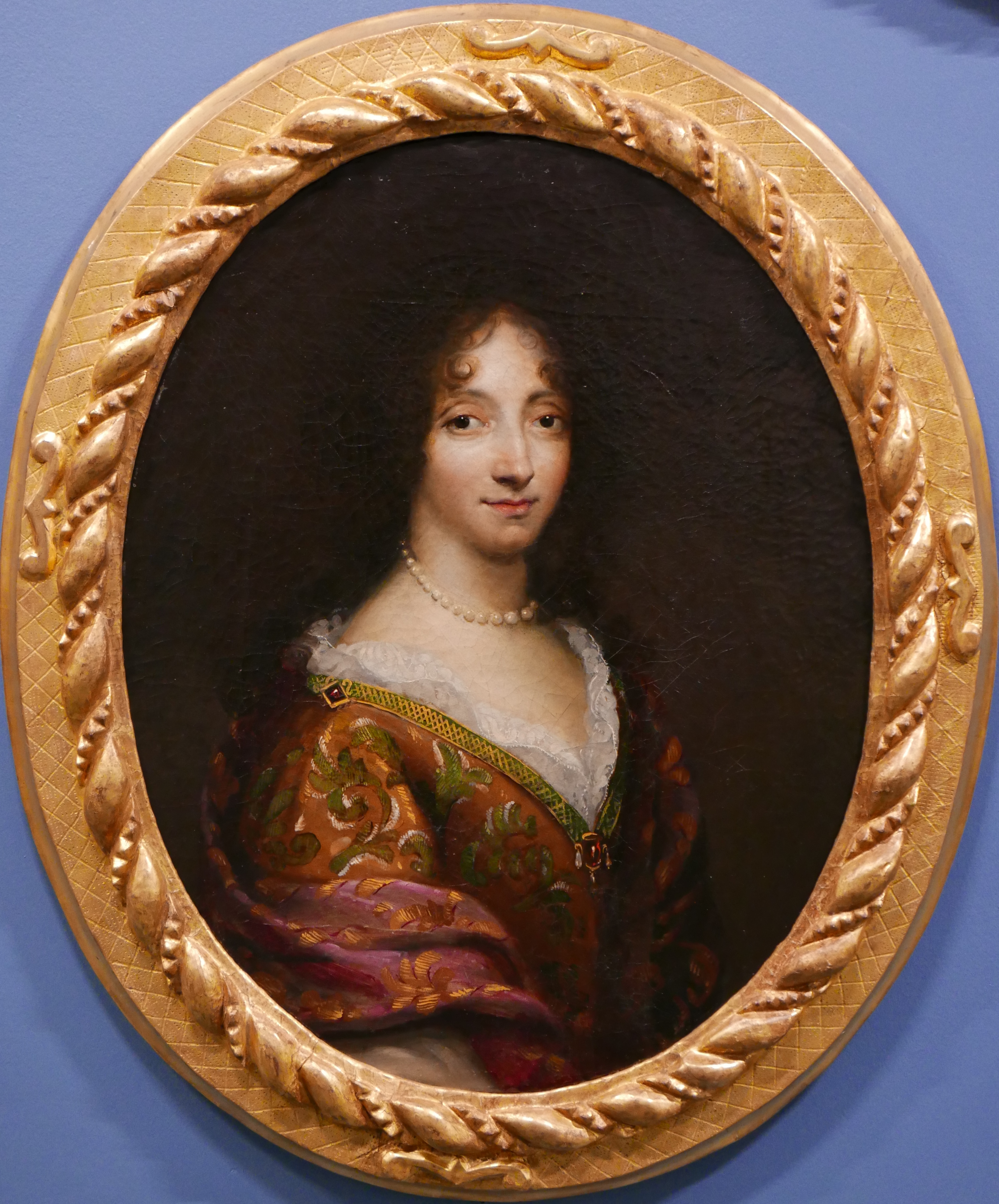
Dame de qualité (musée Granet)

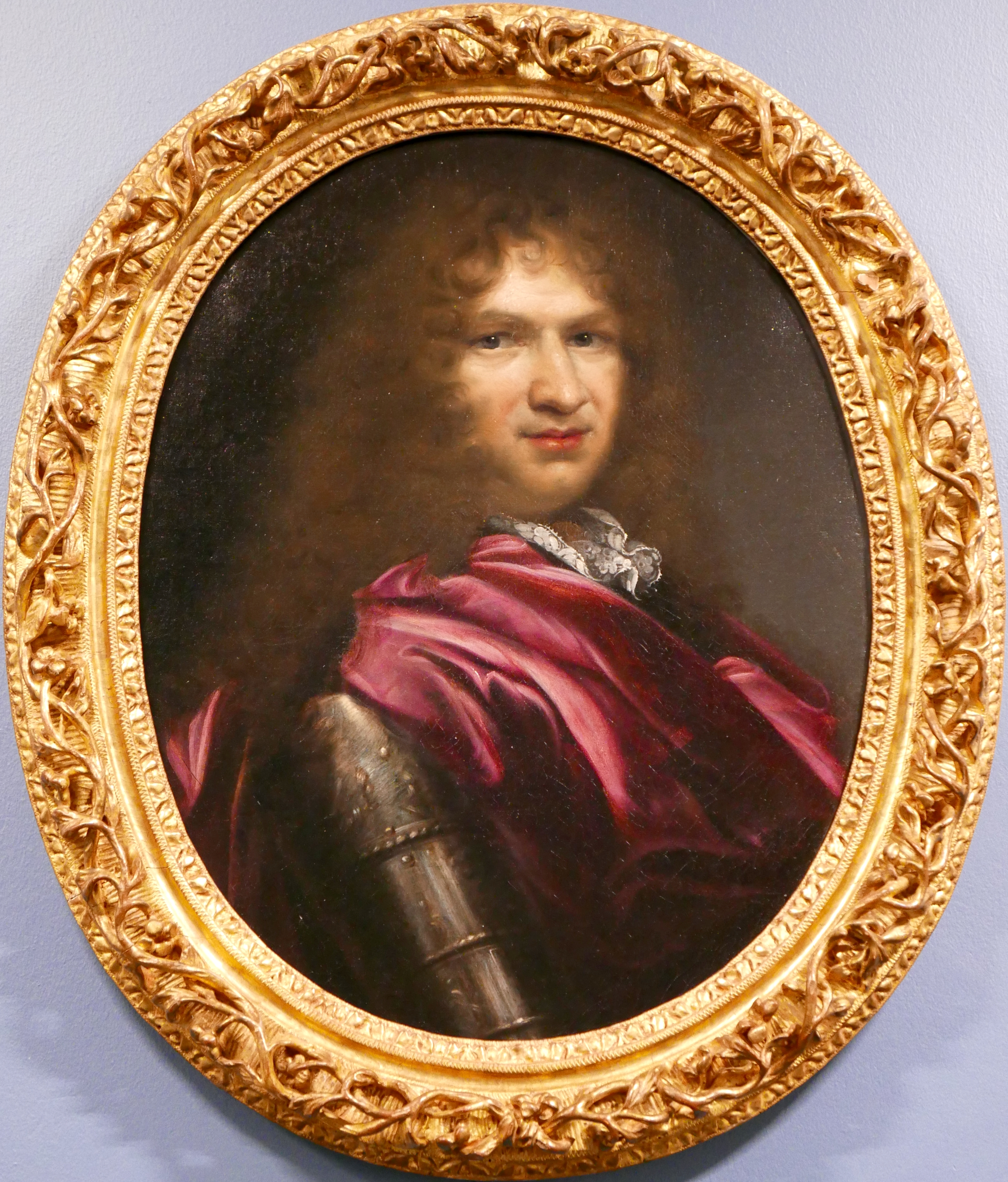
Homme en armure (musée Granet)

## Œuvres
- La bénédiction de la chartreuse de Villeneuve-lès-Avignon par le pape Innocent VI, 1690, musée Pierre-de-Luxembourg à Villeneuve-lès-Avignon
- Assomption de la Vierge, 1709, église Saint-Gérard de Vitrolles
- Une dame de qualité, vers 1670, musée Granet à Aix-en-Provence
- Homme en armure, vers1680, musée Granet à Aix-en-Provence

## Famille
Il appartient à une famille de graveurs aixois, frère de Jacques Cundier l'Aîné (Aix-en-Provence, 1645 - Aix-en-Provence, 1720 ?), peintre et graveur lui aussi et de Balthazard Cundier (Aix-en-Provence, 1648 - Aix-en-Provence, 1728), graveur et géomètre.
Il a deux fils, Jacques II Cundier, (Aix-en-Provence, 1684 - Aix-en-Provence, 1740), graveur et Jacques III Cundier (Aix-en-Provence, 4 février 1694 - Aix-en-Provence, 26 juillet 1732),.